# Révolution Zendj
Pour plus de détails, voir Fiche technique et Distribution.
Révolution Zendj (ثورة الزنج, Thwara al-Zanj) est un film en co-production (Algérie, France, Liban, Qatar), réalisé par Tariq Teguia et sorti en France en 2015.

## Synopsis
Durant le « Printemps arabe », un journaliste algérien part sur les traces de la révolte des Zanj, au IXe siècle. En chemin, il croise une jeune étudiante palestinienne.
Le film se passe alternativement en Grèce, en Algérie, à Beyrouth et en Irak.

## Fiche technique
- Titre : Révolution Zendj
- Titre original : Thwara al-Zanj
- Scénario et réalisation : Tariq Teguia
- Photographie : Hacène Ait Kaci, Nasser Medjkane
- Montage : Rodolphe Molla
- Son : Kader Affak, Kamel Fergani
- Production : Le Fresnoy - Studio National des Arts Contemporains, Neffa Films
- Distribution : Neffa Distribution
- Pays de production :  Algérie
- Format : Couleurs
- Genre : Drame
- Durée : 137 minutes
- Dates de sortie :
  - 15 novembre 2013 au Festival international du film de Rome
  - 6 novembre 2014 au festival Écrans documentaires
  - 11 mars 2015 dans les salles en France

## Distribution
- Ghares Fethi : Ibn Battutâ, le journaliste
- Diana Sabri : Nahla, la Palestinienne

## Récompenses et nominations
2013 : Prix « CinemaXXI » du Festival international du film de Rome (nomination)

## Autour du film
Le tournage de Révolution Zendj débute le 17 novembre 2010, au moment des révolutions tunisienne puis égyptienne, et se termine en 2013.